# 天主教舍布鲁克总教区
天主教舍布魯克總教區（拉丁語：Archidioecesis Sherbrookensis）是加拿大一個教省總教區，是該國十八個總教區之一。下轄兩個教區。
總教區位於魁北克東南部。2010年教友有304,000人、九十二個堂區、261名司鐸。現任總主教為盧克·西爾。
1874年8月28日升為教區。1951年3月2日升為總教區。